# Phanauta
Phanauta là một chi bướm đêm thuộc họ Geometridae.